# 645
645（六百四十五、ろっぴゃくよんじゅうご）は自然数、また整数において、644の次で646の前の数である。

## 性質
- 645は合成数であり、約数は1, 3, 5, 15, 43, 129, 215, 645である。
  - 約数の和は1056。
- 15番目の八角数である。1つ前は560、次は736。
- 82番目の楔数である。1つ前は642、次は646。
  - 楔数がハーシャッド数になる22番目の数である。1つ前は555、次は715。
- 30番目のスミス数であり、645 = 3 × 5 × 43、6 + 4 + 5 = 3 + 5 + 4 + 3。1つ前は636、次は648。
- 158番目のハーシャッド数である。1つ前は644、次は648。
  - 15を基とする6番目のハーシャッド数である。1つ前は555、次は690。
- 各位の和が15になる44番目の数である。1つ前は636、次は654。
- 645 = 22 + 42 + 252 = 42 + 102 + 232 = 72 + 142 + 202 = 102 + 162 + 172
  - 3つの平方数の和4通りで表せる73番目の数である。1つ前は644、次は651。(オンライン整数列大辞典の数列 A025324)
  - 異なる3つの平方数の和4通りで表せる53番目の数である。1つ前は644、次は649。(オンライン整数列大辞典の数列 A025342)
- 645 = 23 + 53 + 83
  - 3つの正の数の立方数の和1通りで表せる84番目の数である。1つ前は640、次は648。(オンライン整数列大辞典の数列 A025395)
  - 異なる3つの正の数の立方数の和1通りで表せる42番目の数である。1つ前は638、次は664。(オンライン整数列大辞典の数列 A025399)
  - n = 3 のときの 2n + 5n + 8n の値とみたとき1つ前は93、次は4737。(オンライン整数列大辞典の数列 A074539)
- 645 = 292 − 196
  - n = 29 のときの n2 − 142 の値とみたとき1つ前は588、次は704。(オンライン整数列大辞典の数列 A132770)

## その他 645 に関連すること
- NHKニュース645は、NHK総合テレビで夕方に放送されるニュース番組。
- ひろしまニュース645は、NHK広島放送局で放送されるローカルニュース番組。
- NHKニュースあおもり645は、NHK青森放送局で放送されるローカルニュース番組。
- ニュースいしかわ645は、石川県内のNHK総合で放送されるNHK金沢放送制作のローカル番組。
- ニュース645しまねは、島根県内で放送されている報道番組。
- ニュース645くまもとは、熊本県内で放送されているローカルニュース番組。
- ニュース645 (NHK盛岡放送局)は、NHK盛岡放送局で土、日、祝休、年末年始に放送される番組。
- NHKニュース宮崎645は、NHK宮崎局が放送している宮崎県向けのローカル番組。
- 645かがわは、NHK高松放送局で2012年4月1日まで放送されたローカルニュース番組。
- 645判
- EMD 645系エンジン